# Divij Sharan
Divij Sharan, né le 2 mars 1986 à Delhi, est un joueur de tennis indien professionnel depuis 2005.
Il épouse en 2019 la joueuse de tennis britannique Samantha Murray.

## Carrière
Spécialiste du double depuis 2013, il a remporté les tournois Challenger de Ningbo en 2011, Busan et Bangkok en 2012, Kyoto en 2013, Kyoto et Shanghai en 2014, Recanati et İzmir en 2015, Manchester, Surbiton, Ségovie et Pune en 2016, Bordeaux et Bangalore en 2017, Canberra en 2018 et Jinan en 2019. Sur le circuit ATP, il est le vainqueur surprise du tournoi de Bogota en juillet 2013, associé à son compatriote Purav Raja. Deux ans plus tard, il participe à trois demi-finales consécutives sur le circuit ATP puis remporte un second titre à Cabo San Lucas. Il s'est depuis imposé à Anvers en 2017 et à Pune et Saint-Pétersbourg en 2019. Il est en outre quart de finaliste du tournoi de Wimbledon 2018 avec Artem Sitak.
Il compte trois sélections avec l'équipe d'Inde de Coupe Davis.

## Palmarès

### Titres en double messieurs
| No | Date       | Nom et lieu du tournoi                    | Catégorie | Dotation    | Surface    | Partenaire    | Finalistes                           | Score            |          |
| -- | ---------- | ----------------------------------------- | --------- | ----------- | ---------- | ------------- | ------------------------------------ | ---------------- | -------- |
| 1  | 15-07-2013 | Claro Open Colombia Bogota                | ATP 250   | 638 085 $   | Dur (ext.) | Purav Raja    | Édouard Roger-Vasselin Igor Sijsling | 7-64, 7-63       | Parcours |
| 2  | 08-08-2016 | Abierto Mexicano Los Cabos Cabo San Lucas | ATP 250   | 721 030 $   | Dur (ext.) | Purav Raja    | Jonathan Erlich Ken Skupski          | 7-64, 7-63       | Parcours |
| 3  | 16-10-2017 | European Open Anvers                      | ATP 250   | 589 185 €   | Dur (int.) | Scott Lipsky  | Santiago González Julio Peralta      | 6-4, 2-6, [10-5] | Parcours |
| 4  | 31-12-2018 | Tata Open Maharashtra Pune                | ATP 250   | 527 880 $   | Dur (ext.) | Rohan Bopanna | Luke Bambridge Jonny O'Mara          | 6-3, 6-4         | Parcours |
| 5  | 16-09-2019 | St. Petersburg Open Saint-Pétersbourg     | ATP 250   | 1 180 000 $ | Dur (int.) | Igor Zelenay  | Matteo Berrettini Simone Bolelli     | 6-3, 3-6, [10-8] | Parcours |

### Finales en double messieurs
| No | Date       | Nom et lieu du tournoi      | Catégorie | Dotation  | Surface      | Vainqueurs                          | Partenaire        | Score    |          |
| -- | ---------- | --------------------------- | --------- | --------- | ------------ | ----------------------------------- | ----------------- | -------- | -------- |
| 1  | 02-01-2017 | Aircel Chennai Open Chennai | ATP 250   | 425 535 $ | Dur (ext.)   | Rohan Bopanna Jeevan Nedunchezhiyan | Purav Raja        | 6-3, 6-4 | Parcours |
| 2  | 29-04-2019 | BMW Open by FWU Munich      | ATP 250   | 524 340 € | Terre (ext.) | Frederik Nielsen Tim Pütz           | Marcelo Demoliner | 6-4, 6-2 | Parcours |

## Parcours dans les tournois duGrand Chelem

### En double
| Année | Open d'Australie           | Open d'Australie           | Internationaux de France      | Internationaux de France      | Wimbledon                  | Wimbledon                        | US Open                       | US Open                      |
| ----- | -------------------------- | -------------------------- | ----------------------------- | ----------------------------- | -------------------------- | -------------------------------- | ----------------------------- | ---------------------------- |
| 2013  | —                          | —                          | —                             | —                             | 1er tour (1/32) Purav Raja | N. Monroe S. Stadler             | 1/8 de finale Lu Y.-h.        | A. Qureshi J.-J. Rojer       |
| 2014  | 1er tour (1/32) Lu Y.-h.   | J. Brunström F. Nielsen    | 1er tour (1/32) R. Junaid     | R. Bopanna A. Qureshi         | 1er tour (1/32) Lu Y.-h.   | J. Delgado G. Müller             | —                             | —                            |
| 2015  | —                          | —                          | —                             | —                             | —                          | —                                | —                             | —                            |
| 2016  | —                          | —                          | —                             | —                             | —                          | —                                | —                             | —                            |
| 2017  | 1er tour (1/32) Purav Raja | J. Eysseric F. Martin      | 1/8 de finale Purav Raja      | R. Harrison M. Venus          | 2e tour (1/16) Purav Raja  | R. Klaasen Rajeev Ram            | 1er tour (1/32) A. Begemann   | F. López Marc López          |
| 2018  | 1/8 de finale Rajeev Ram   | Łukasz Kubot Marcelo Melo  | 2e tour (1/16) Yuki Bhambri   | O. Marach Mate Pavić          | 1/4 de finale Artem Sitak  | Mike Bryan Jack Sock             | 2e tour (1/16) Artem Sitak    | Łukasz Kubot Marcelo Melo    |
| 2019  | 1er tour (1/32) R. Bopanna | Carreño Busta García López | 2e tour (1/16) M. Demoliner   | H. Kontinen John Peers        | 1/8 de finale M. Demoliner | Łukasz Kubot Marcelo Melo        | 1er tour (1/32) Hugo Nys      | R. Carballés F. Delbonis     |
| 2020  | 2e tour (1/16) Artem Sitak | Mate Pavić Bruno Soares    | 1er tour (1/32) Kwon Soon-woo | Austin Krajicek Franko Škugor | Annulé                     | Annulé                           | 1er tour (1/16) Nikola Čačić  | Wesley Koolhof Nikola Mektić |
| 2021  | 1er tour (1/32) I. Zelenay | Y. Hanfmann Kevin Krawietz | 1er tour (1/32) F. Delbonis   | Alex de Minaur Matt Reid      | 1er tour (1/32) R. Bopanna | Henri Kontinen É. Roger-Vasselin | 1er tour (1/32) Kwon Soon-woo | Rajeev Ram Joe Salisbury     |

N.B. : le nom du partenaire se trouve sous le résultat ; le nom des ultimes adversaires se trouve à droite.

### En double mixte
| Année | Open d'Australie | Open d'Australie | Internationaux de France  | Internationaux de France | Wimbledon                       | Wimbledon                  | US Open | US Open |
| ----- | ---------------- | ---------------- | ------------------------- | ------------------------ | ------------------------------- | -------------------------- | ------- | ------- |
| 2014  | —                | —                | —                         | —                        | 1er tour (1/32) S. Aoyama       | Vania King T. Bednarek     | —       | —       |
| 2017  | —                | —                | —                         | —                        | 1er tour (1/32) Yang Z.         | Jocelyn Rae Ken Skupski    | —       | —       |
| 2018  | —                | —                | 1er tour (1/16) S. Aoyama | K. Srebotnik S. González | 1er tour (1/32) A. Rosolska     | M. Buzărnescu M. Matkowski | —       | —       |
| 2019  | —                | —                | 1er tour (1/32) S. Aoyama | L. Kichenok S. González  | 2e tour (1/16) Duan Y-Y.        | Eden Silva Evan Hoyt       | —       | —       |
| 2020  | —                | —                | —                         | —                        | Annulé                          | Annulé                     | —       | —       |
| 2021  | —                | —                | —                         | —                        | 2e tour (1/16) S. Murray Sharan | Darija Jurak R. Klaasen    | —       | —       |

N.B. : le nom de la partenaire se trouve sous le résultat ; le nom des ultimes adversaires se trouve à droite.

## Classement ATP en fin de saison
| Année          | 2004 | 2005 | 2006 | 2007 | 2008 | 2009 | 2010 | 2011 | 2012 | 2013 | 2014 | 2015 | 2016 | 2017 | 2018 | 2019 | 2020 |
| Rang en double | 1323 | 1143 | 639  | 545  | 642  | 360  | 306  | 152  | 107  | 71   | 119  | 134  | 63   | 47   | 39   | 46   | 64   |

Source : (en) Classements de Divij Sharan sur le site officiel de la Fédération internationale de tennis